# Don’t Wanna Live Inside Myself / Walking Back To Waterloo
A kislemez dalai közül egyedül a Don’t Wanna Live Inside Myself szám került fel a slágerlistára, Amerikában az 53., Hollandiában pedig a 29. helyre.

## Közreműködők
- Barry Gibb – ének, gitár
- Maurice Gibb – ének,  gitár, zongora, orgona, basszusgitár
- Robin Gibb – ének
- Alan Kendall – gitár
- Geoff Bridgeford – dob
- stúdiózenekar Bill Shepherd vezényletével
- hangmérnök – Bryan Stott

## A lemez dalai
- Don’t Wanna Live Inside Myself (Barry Gibb) (1971), stereo 5:24, ének: Barry Gibb
- Walking Back To Waterloo  (Barry, Robin és Maurice Gibb)  (1971), stereo 3:51, ének: Barry Gibb, Robin Gibb

## Top 10 helyezés
A kislemez dalaiból nem született Top 10 helyezés

## A kislemez megjelenése országonként
- Portugália, Spanyolország, Szingapúr Polydor 2058 175
- Amerika, Kanada  Atco 45-6847
- Japán Polydor DP-1832